# Анхель Перукка
Анхель Перукка (ісп. Ángel Perucca, 19 серпня 1918 — 12 вересня 1981) — аргентинський футболіст, що грав на позиції нападника, зокрема за «Ньюеллс Олд Бойз», а також національну збірну Аргентини, у складі якої — дворазовий переможець чемпіонату Південної Америки.

## Клубна кар'єра
У дорослому футболі дебютував 1939 року виступами за команду «Ньюеллс Олд Бойз», в якій провів дев'ять сезонів, взявши участь у 240 матчах чемпіонату.  Більшість часу, проведеного у складі «Ньюеллс Олд Бойз», був основним гравцем атакувальної ланки команди.
Протягом 1948—1949 років захищав кольори клубу «Сан-Лоренсо».
Завершував ігрову кар'єру в колумбійському «Санта-Фе», за який виступав протягом 1949—1951 років.

## Виступи за збірну
1940 року дебютував в офіційних матчах у складі національної збірної Аргентини. 
1942 року уперше був учасником чемпіонату Південної Америки, на якому аргентинці здобули «срібло». Згодом двічі ставав чемпіоном континенту, бравши участь у переможних для Аргентини чемпіонаті Південної Америки 1945 у Чилі і чемпіонаті Південної Америки 1947 в Еквадорі.
Загалом протягом кар'єри у національній команді, яка тривала 8 років, провів у її формі 26 матчів, забивши 2 голи.
Помер 12 вересня 1981 року на 64-му році життя.

## Титули і досягнення
- Переможець чемпіонату Південної Америки (2):

Аргентина: 1945, 1947
- Срібний призер Чемпіонату Південної Америки: 1942